# Lillträsket (Älvsby socken, Norrbotten, 729622-174426)
Lillträsket är en sjö i Älvsbyns kommun i Norrbotten och ingår i Piteälvens huvudavrinningsområde.